# Chelsea Grin
Chelsea Grin – amerykański zespół deathcore'owy z Salt Lake City w stanie Utah.

## Historia
Zespół został pierwotnie założony w 2007 roku pod nazwą Ahaziah. W składzie Ahaziah znaleźli się wokalista Alex Koehler, gitarzysta Chris Kilbourn, basista Austin Marticorena i gitarzysta prowadzący Michael Stafford. Marticorena wprowadził do zespołu Andrew Carlstona i wkrótce potem Ahaziah zmieniło nazwę na Chelsea Grin. Ich pierwsza składanka utworów zatytułowana Chelsea Grin początkowo została wydana online przez iTunes. Na płytach CD zadebiutowała 27 lipca 2008 roku. Na początku kariery zespół wydał utwory „Crewcabanger” i „Lifeless” jako single, które zostały dobrze przyjęte przez publiczność na Myspace.
Zespół starał się później dodać pozycję trzeciego gitarzysty, co zaowocowało wstąpieniem do zespołu Dana Jonesa i Davida Flinna. Ich przyjęcie pokryło się w czasie z tworzeniem pierwszego albumu zespołu Desolation of Eden (2010). Rok po tym albumie wydali My Damnation (2011) oraz minialbum Evolve w 2012.
W 2013 roku Pablo Viveros zastąpił założyciela, perkusistę Andrew Carlstona i zaczął dodawać wokale do swojej muzyki, dzięki czemu główny wokalista Koehler mógł skoncentrować się wyłącznie na wokalach krzyczanych (scream), podczas gdy Viveros skoncentrował się na growlu. Od tego czasu zespół wydał dwa kolejne albumy, Ashes to Ashes w 2014 roku i Self Inflicted w 2016 roku. W 2017 roku z zespołu odeszli gitarzyści Dan Jones i Jake Harmond, a rok później z zespołu odszedł wokalista Alex Koehler, którego zastąpił Tom Barber, były wokalista Lorna Shore. W nowym, czteroosobowym składzie Chelsea Grin oficjalnie wydała swój piąty album Eternal Nightmare 13 lipca 2018 roku.

## Muzycy

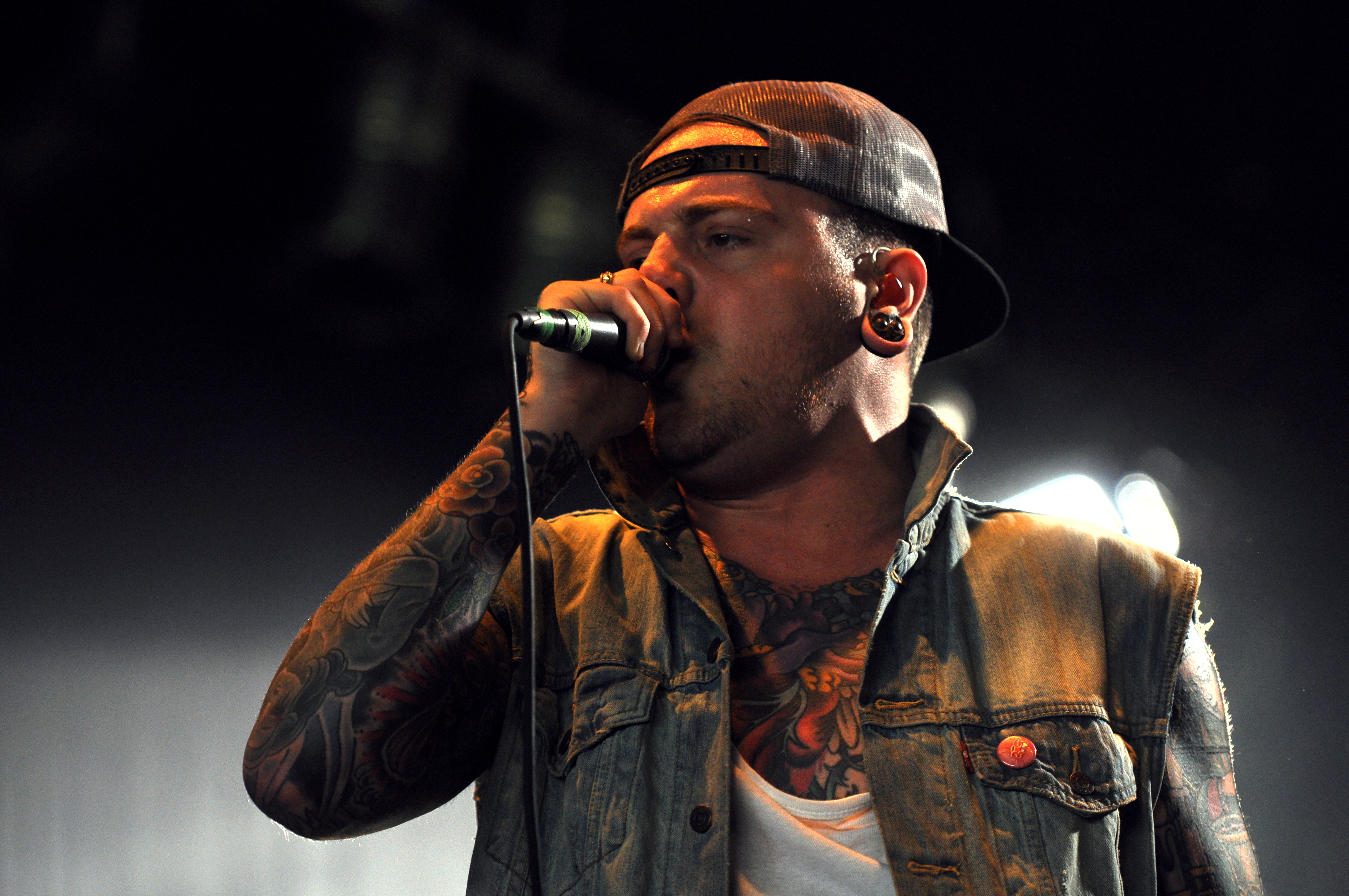
Alex Koehler, 2013

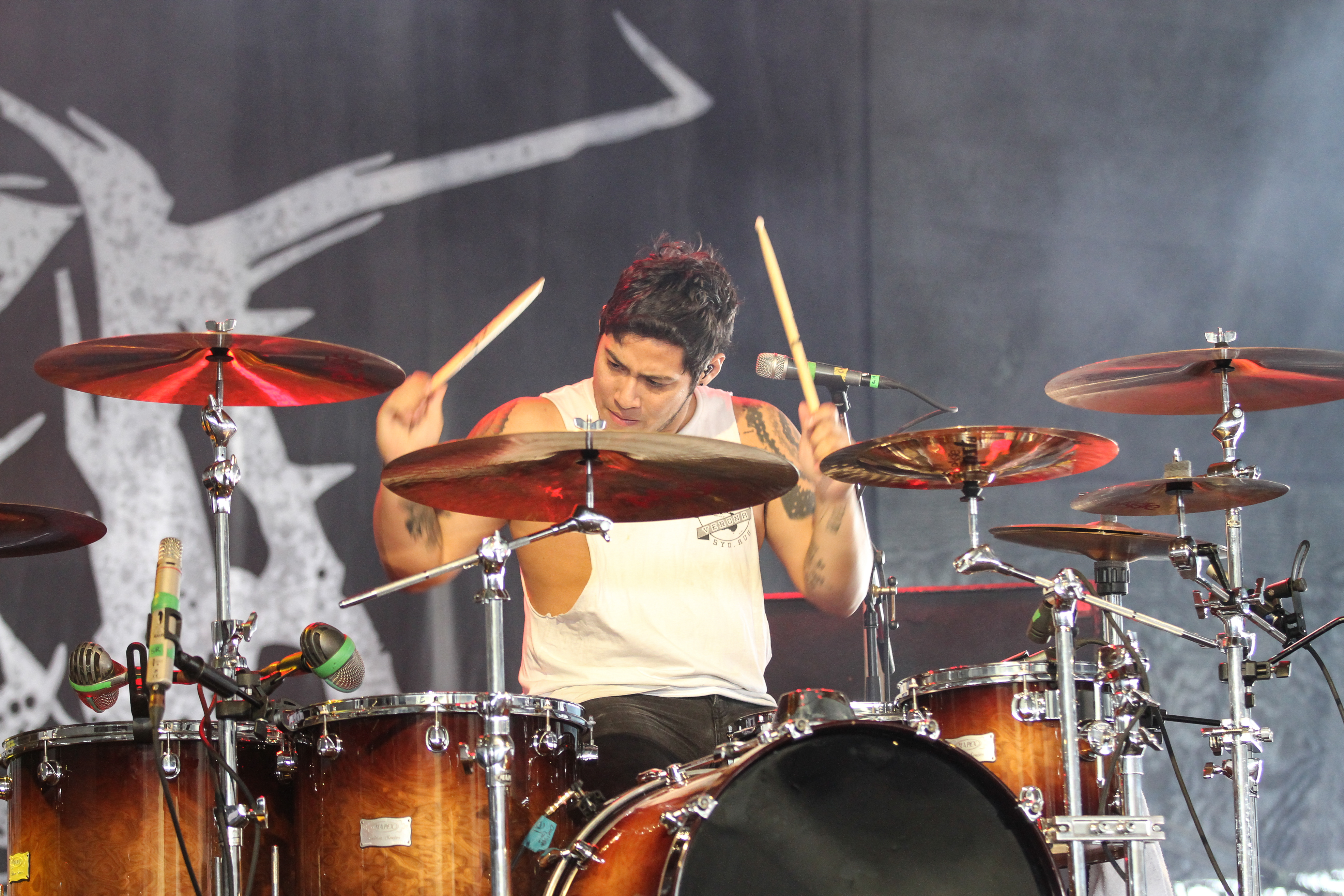
Pablo Viveros, 2013

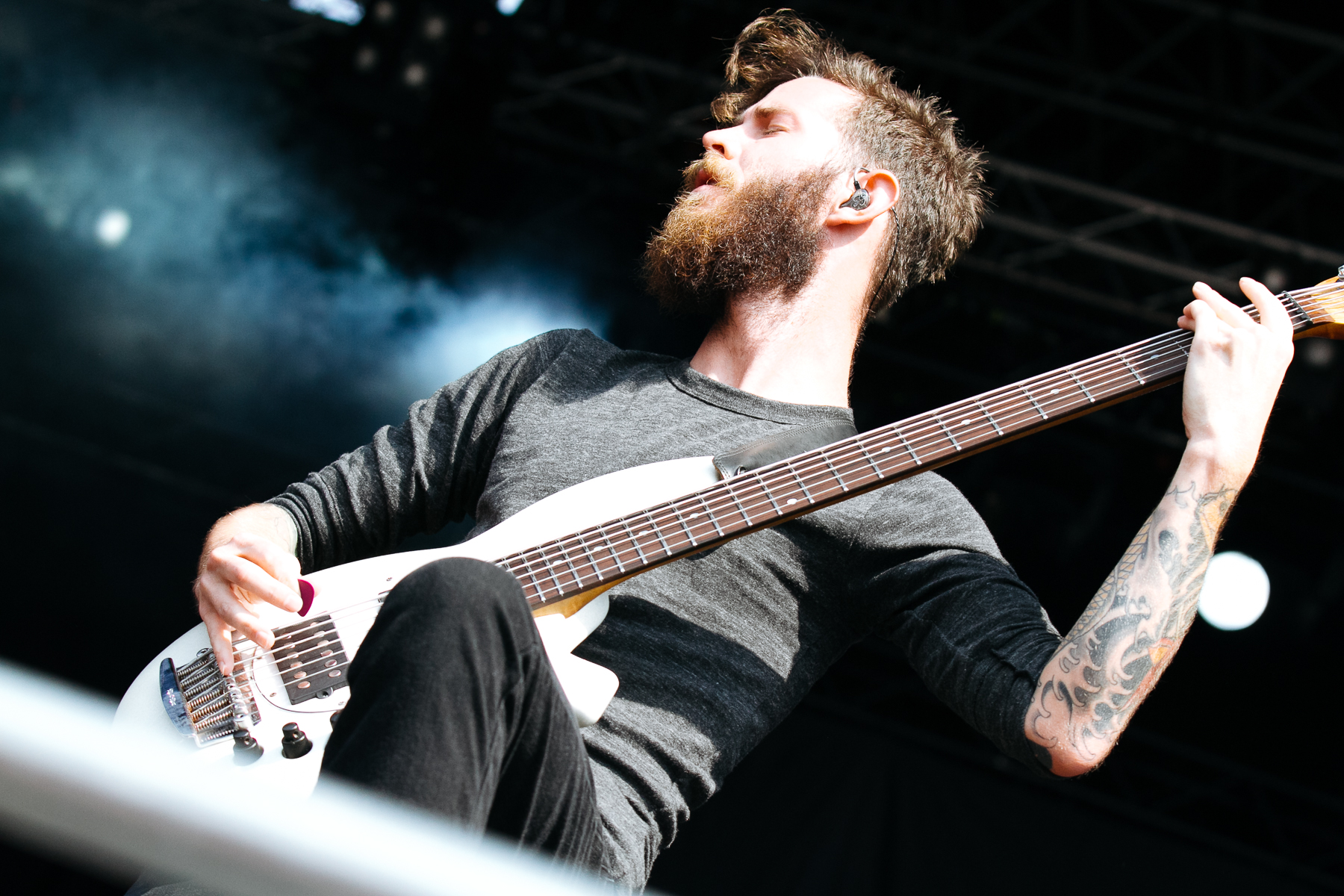
David Flinn, 2015

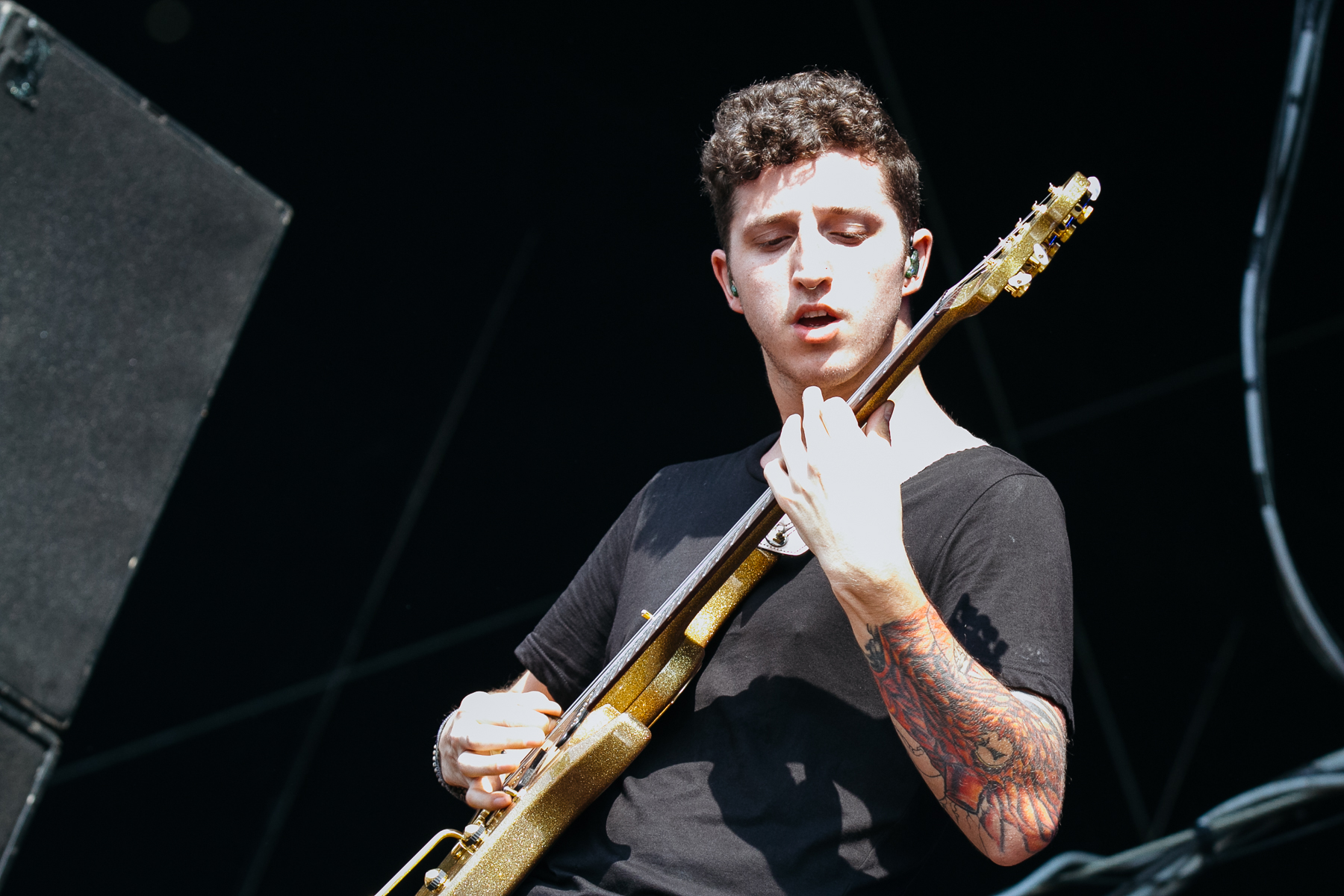
Stephen Rutishauser, 2015

| Obecny skład zespołu - David Flinn – gitara basowa (od 2009) - Pablo Viveros – perkusja, wokal wspierający (od 2012) - Stephen Rutishauser – gitara prowadząca (od 2015) - Tom Barber – wokal prowadzący (od 2018) | Byli członkowie zespołu - Alex Koehler – wokal prowadzący (2007–2018) - Michael Stafford – gitara prowadząca, wokal wspierający (2007–2011) - Andrew Carlston – perkusja (2007–2009, 2009–2012) - Chris Kilbourn – gitara rytmiczna (2007–2009) - Austin Marticorena – gitara basowa (2007–2008) - Davis Pugh – gitara basowa (2008–2009), gitara rytmiczna (2009) - Jake Harmond – gitara rytmiczna (2009–2017), gitara basowa (2008) - Dan Jones – gitara prowadząca, gitara rytmiczna (2009–2017) - Kory Shilling – perkusja (2009) - Jason Richardson – gitara prowadząca, keyboard, programming (2012–2015) |

Oś czasu

## Dyskografia
Albumy studyjne
| Desolation of Eden          | - Data: 16 lutego 2010 - Wydawca: Artery Recordings | —   |
| My Damnation                | - Data: 19 lipca 2011 - Wydawca: Artery Recordings  | 64  |
| Ashes to Ashes              | - Data: 8 lipca 2014 - Wydawca: Artery Recordings   | 27  |
| Self Inflicted              | - Data: 1 lipca 2016 - Wydawca: Rise Records        | 105 |
| Eternal Nightmare           | - Data: 13 lipca 2018 - Wydawca: Rise Records       | 171 |
| "—" album nie był notowany. |                                                     |     |

Minialbumy
| Tytuł        | Dane dot. albumu                                        |
| ------------ | ------------------------------------------------------- |
| Chelsea Grin | - Data: 27 lipca 2008 - Wydawca: Statik Factory Records |
| Evolve       | - Data: 19 czerwca 2012 - Wydawca: Artery Records       |

## Teledyski
| Rok  | Tytuł                    | Reżyseria                   | Album              |
| ---- | ------------------------ | --------------------------- | ------------------ |
| 2010 | "Sonnet of the Wretched" | Stefan Anderson             | Desolation of Eden |
| 2011 | "Recreant"               | Stefan Anderson             | Desolation of Eden |
| 2011 | "My Damnation"           | Ramon Boutviseth            | My Damnation       |
| 2012 | "The Foolish One"        | James Sharrock              | My Damnation       |
| 2012 | "Don't Ask Don't Tell"   | Stefan Anderson             | Evolve             |
| 2014 | "Clockwork"              | Ryan Sheehy                 | Ashes to Ashes     |
| 2014 | "Playing with Fire"      | Ryan Sheehy                 | Ashes to Ashes     |
| 2016 | "Broken Bonds"           | Max Moore                   | Self Inflicted     |
| 2018 | "Dead Rose"              | Brandon Barone, Sam Shapiro | Eternal Nightmare  |
| 2018 | "Hostage"                | Sam Shapiro                 | Eternal Nightmare  |